# Chronologie de la Biélorussie
Cette chronologie de l'Histoire de la Biélorussie nous donne les clés pour mieux comprendre l'histoire de la Biélorussie, l'histoire des peuples qui ont vécu ou vivent dans l'actuelle Biélorussie.

## XXesiècle
- 25 août 1991 : la Biélorussie proclame son indépendance après l'effondrement de l'Union soviétique et du bloc communiste.